# Eliteserien (Eishockey, Norwegen)
Die Eliteserien, auch Elitehockeyligaen genannt, (früher: Hovedserien, 1. divisjon, Eliteserien, UPC-ligaen, GET-ligaen, Fjordkraftligaen) ist die höchste professionelle Spielklasse im norwegischen Eishockey.

## Geschichte

Logo der GET-Ligaen 2006 bis 2020

Die Liga wurde 1934 unter dem Namen Hovedserien gegründet. Diesen Namen behielt die Liga bis zur kriegsbedingten Einstellung des Spielbetriebs 1940. Als der Spielbetrieb 1945 wieder aufgenommen wurde, änderte die Liga ihren Namen in 1. divisjon (deutsch: Erste Division). Diesen Namen führte sie bis 1990, dann folgte eine komplette Neuorganisation und die Umbenennung in Eliteserien, die 1. divisjon wurde zur zweithöchsten Spielklasse. 2004 stieg die norwegische Kabelfernsehgesellschaft UPC als Hauptsponsor in die Eliteserien ein, was zur Folge hatte, dass die Liga in UPC-ligaen umbenannt wurde. Da UPC seinen Namen 2006 in GET änderte, erfolgte die erneute Umbenennung der Liga in GET-ligaen. Von 2020 bis 2023 war der Stromversorger Fjordkraft Namenssponsor.

## Modus
In der Liga spielen regulär zehn Teams, zum größten Teil aus dem Südosten Norwegens. Diese absolvieren eine Zweieinhalbfachrunde, das heißt jede Mannschaft spielt fünfmal gegen jede andere. Die acht besten Teams nach der regulären Saison qualifizieren sich für die Play-offs und spielen dort den Meister aus. Die beiden Letztplatzierten treffen in einer Auf- und Abstiegsrunde auf die beiden Erstplatzierten der zweiten Spielklasse, der 1. divisjon und spielen um die zwei freien Plätze in der Eliteserien.

## Teilnehmer in der Saison 2019/20
|  | Team               | Ort         | Halle           | Kapazität |
|  | ------------------ | ----------- | --------------- | --------- |
|  | Frisk Asker        | Asker       | Askerhallen     | 2.400     |
|  | Grüner Ishockey    | Oslo        | Grünerhallen    | 600       |
|  | Lillehammer IK     | Lillehammer | Eidsiva Arena   | 3.194     |
|  | Manglerud Star     | Oslo        | Manglerudhallen | 2.000     |
|  | Narvik IK          | Narvik      | Nordkraft Arena | 1.000     |
|  | Sparta Warriors    | Sarpsborg   | Sparta Amfi     | 3.450     |
|  | Stavanger Oilers   | Stavanger   | DNB Arena       | 4.500     |
|  | Stjernen Hockey    | Fredrikstad | Stjernehallen   | 2.473     |
|  | Storhamar Dragons  | Hamar       | CC Amfi         | 6.091     |
|  | Vålerenga Ishockey | Oslo        | Furuset Forum   | 2.050     |